# Diana Bulimar
Diana Laura Bulimar (Timișoara, 22 de agosto de 1995) é uma ginasta romena membro da equipe que conquistou a medalha de bronze por equipes nos Jogos Olímpicos de Londres 2012.